# 에드워드 벙커
에드워드 벙커(Edward Bunker, 1933년 12월 31일 ~ 2005년 7월 19일)는 미국 범죄소설의 작가이며, 극작가, 배우이다. 많은 책을 썼고, 그 중에는 영화화된 것도 있다.
시설과 입양가정을 옮겨다니며 어린 시절을 지냈다. 일찍부터 범죄의 길에 빠져들어 많은 세월을 보내면서 감옥에 들어갔다 나오기를 반복했다. 은행강도, 마약거래, 협박, 무장강도, 위조 등이 그의 죄목이었다. 어두운 악순환이 끝없이 지속될 듯하더니 마침내 1975년, 출옥한 뒤로 영원히 범죄인의 길을 뒤로하고 작가와 배우의 길을 걷고 있다.

## 생애
문제많은 가정에서 1933년 마지막날 태어났다. 그의 부모는 항상 술때문에 빚어지는 부부싸움을 하다가 이혼을 했는데, 다섯 살에 다른 가정에 입양되었지만 왠지 평안함을 느끼지 못하고 뛰쳐나왔다. 그 이후 점점 더 엄격한 시설을 옮겨다녀야 했다. 군사학교에 들어갔지만 동료들의 압력과 긴장으로 절도사건에 연루되었다. 병영을 이탈하여 400마일이나 떨어진 '호보'(대공황시절 미국의 홈리스들, 열차사이를 오가면서 살아가는 데서 붙여진 이름) 캠프까지 도망하였지만 결국 그를 추척해온 당국에 체포되었고, 그 이후 일을 저지르고 도망쳤다가 체포당하는 패턴이 굳어지고 말았다.
좀도둑질과 다른 사소한 범죄행위로 소년원에 들어갔지만 더 잔혹한 젊은 범죄인들을 사귀게되었을 뿐이었다. 다른 친구들보다 어리고 체격도 적었지만 영리했기 때문에 (그의 아이큐는 152였다고 전해진다) 그럭저럭 적응을 했고, 새로운 환경에 적용되는 새로운 규칙을 배워나갔다. 사회체제와 마찰 - 정신병원도 포함해서 - 을 빚은 긴 도피의 시간을 그렇게 보냈다.
14살에 가석방 처분을 받고 이모에게 보내졌지만 이미 범죄인의 삶에 익숙해진 뒤였다. 가석방 규칙을 어겼기 때문에 16세때 체포되었는데 어린 범죄인을 위한 시설이 아니라 성인들을 수용하는 감옥에 보내졌다. 그러나 겁을 먹기는커녕, 반대로 이것을 자랑스러워했다. 이 당시부터 벙커는 자신이 포식자나 그 먹이 둘 중의 어느 것도 될 수 있는 신세이며, 자신은 반드시 포식자가 될 것이라고 믿게 되었다. 로스앤젤레스 카운티 교도소에서 샤워를 하던 중에 다른 죄수를 흉기로 찌르고 동료사회에서 더욱 악명을 얻었다. 이를 두고 그가 안정을 잃었다고 생각할 수도 있지만 《미스터 블루: 변절자의 회고》(자서전)에서 다른 사람들이 그를 못살게 굴지 못하도록 하는 보호조치같은 것이었다고 밝혔다.
1951년, 17살에 불과한 벙커는 샌퀜틴 주립 교도소(San Quentin State Prison) 사상 최연소의 죄수가 되는 영광아닌 영광을 얻었다. 그의 독방은 사형수 캐릴 체스먼(Caryl Chessman)과 가까운 곳에 있었는데 이미 그전부터 안면이 있던 체스먼은 그에게 자신의 글(사형수의 방 2455호, Cell 2455 Death Row)이 실린 아거시지(Argosy magazine)를 보여주었다. 체스먼과의 만남에 자극을 받고 그의 문학적인 영향력을 받아들이면서 자신의 이야기를 써보기로 결심했다.
바깥세상에서 알고 지내던 사람으로, 무성영화의 스타이며 핼 B. 월리스의 아내인 루이자 월리스(Louisa Wallis)가 도움을 주었다. 타자기를 구해준 것이다. 벙커는 쓰기 시작했고 월리스는 자신에게 은밀하게 보내진 원고를 친구에게 보여주었다. 원고는 출판할 만한 것은 아니었지만 그의 재능을 보여주었다(이 원고는 후에 《No Beast So Fierce》라는 제목으로 출판되었다).
1956년 가석방 되었다. 22세였던 그가 사회에서 정상적인 삶은 꾸리는 것은 불가능했다. 몇 년을 말썽없이 보냈지만 교도소출신이었기 때문에 정상적인 사람들로부터 따돌림을 받는 느낌을 받았다. 비록 월리스가 교류를 유지하면서 경제적으로도 도움을 주려고 시도했지만 그녀 스스로가 이상하게 변해갔다. 신경쇠약에 걸린 그녀를 보고 남편은 그녀의 친구들 - 벙커를 포함해서 - 에게 출입금지를 선언했다. 월리스부인은 1962년 사망했고, 한동안 다양한 직업을 거치면서 사회에 정착하려는 모습을 보이던 벙커는 다시금 범죄의 세계로 돌아갔다. 이번에는 직접 범죄현장에 가담하지는 않고 뒤에서 조종하면서, 수표를 위조하는 등 일정한 역할을 했다. 1956년 경범죄로 징역 90일을 받았다. 감시가 좀 덜한 수형 농장으로 보내졌지만, 허술한 담장을 넘어서 도망쳐버렸다. 약 1년간 도망자로 은신하다가 생존을 위해 무장강도에 나섰다가 실패하고 차량추격전 끝에 체포되었다. 이번에는 미친 척해서 감옥을 피해보려는 시도를 하였다. 거짓으로 자살을 시도하기도 하고, 가톨릭교회에서 자신의 머리에 라디오를 집어넣었다고 주장했던 것이다. 여기에 속아넘어간 법원으로부터 정신이상 선언을 받고 풀려나긴 했지만 여전히 범죄생활을 계속했고, 높은 악명때문에 FBI에서 만든 10명의 현상수배범리스트에 오를 정도였다. 1970년대 초, 샌프란시스코에서 마약거래를 해서 수익을 올렸다. 경찰이 그를 체포하기 위해서 그의 차에 추적장치를 부착했는데 그만 생각지도 않은 은행강도 현장으로 인도해주었고, 벙커는 마약수사를 하던 경찰에게 은행강도범이라는 행운을 안겨주면서 또다시 체포되고 말았다. 20년 정도의 형이 예상됐지만, 영향력있는 주변의 친구들과 온정적인 판사덕분에 다행히 5년을 선고받았다.
감옥에 들어가자 다시 쓰는 것을 시작했다. 마침내 1973년 첫 소설 《No Beast So Fierce》를 출간했고 그 영화 판권을 더스틴 호프먼이 사들였다. 1975년 가석방을 받을 때까지 인생에서 18년동안을 다양한 시설에서 보낸 셈이었다. 집필과 연기로 생활할 수 있게 된 뒤로는 범죄의 유혹을 받아도 그것을 자제할 수 있었다. 1977년 두 번째 책인 《Animal Factory》를 써냈다. 1978년 첫 번째 소설에 기반한 영화 (〈Straight Time〉)를 찍었다. 비평이나 상업적인 면에서 성공을 거두지는 못했지만 대본을 쓰는 일과 연기하는 일에 참가할 수 있었다. 처음에는 비중이 낮은 역할이었지만 나중에는 다양한 영화에 배우로 참가할 수 있었다 (〈러닝 맨〉 The Running Man, 〈탱고와 캐시〉 Tango & Cash, 〈저수지의 개들〉Reservoir Dogs, 〈동물 공장〉 Animal Factory).
1977년 부동산 중개인 제니퍼와 결혼했고, 1994년 첫 아들 브렌던이 태어났다. 결혼은 이혼으로 끝났고, 2005년 7월 19일 당뇨병을 앓다가 다리 수술을 받은 후 71세를 일기로 눈을 감았다.
뉘우침이라고는 없고, 하드보일드한 벙커의 소설들은 대체로 교정시설을 거친 자신의 경험으로부터 많은 내용을 얻은 것이다. 특히 《작은 소년 블루 Little Boy Blue》는 그의 어린 시절의 경험을 많이 참조한 것이다. 그의 소설이 현실적인 세부사실들로 가득차 있고 매력적이지만 다른 한편, 내용의 일관성이 떨어지고 모순되는 부분이 많은 것도 사실이다.
공통되는 테마는 어린 나이에 범죄 세계로 떨어진 한 남자의 성장과, 잔인하면서 기껐해야 무능력한 교정당국, 감옥의 안에 있든 밖에 있든 똑같이 포식자든가 외로운 희생자일 수밖에 없는 사람들에 관한 이야기이다. 벙커는 실제 일어난 일과 그 자신이 알고 있는 사람들에 관해서 주로 썼다. 그의 책에는 감옥을 중심으로 돌아가는 악순환의 시스템 바깥에 존재하는 '정상적인 사람들'에 대한 부러움과 경멸이 공존해서 나타난다. 대부분의 작중인물들은 훔치거나 남을 해치는 데에 전혀 양심의 거리낌을 갖지 않으며, 정직한 일보다는 범죄를 선호한다. 왜냐하면 정직한 직업은 보수가 낮고, 몸을 써서 일하거나 소매 서비스업에 종사하는 낮은 계층의 사람들의 것이기 때문이다.
자서전 《미스터 블루, 변절자의 추억》(Mr. Blue: Memoirs of a Renegade)이 1999년 출판되었다.

## 영화
'-' 옆은 벙커가 연기한 등장인물
- The Longest Yard (2005) - Skitchy Rivers
- Nice Guys (2005) - Big Joe
- 13 Moons (2002) - Hoodlum #1
- Family Secrets (2001)
- Animal Factory (2000) - Buzzard
- Shadrach (1998) - Joe Thorton
- Somebody to Love (1994) - Jimmy
- Love, Cheat & Steal (1993) - Old Con
- Distant Cousins (1993) - Mister Benson
- Best of the Best 2 (1993) - Spotlight Operator
- Reservoir Dogs (1992) - Mr. Blue
- Tango & Cash (1989) - Captain Holmes
- Best of the Best (1989) - Stan
- Relentless (1989) - Cardoza
- Miracle Mile (1988) - Nightwatchman
- Fear (1988) - Lenny
- The Running Man (1987) - Lenny
- Shy People (1987) - Chuck
- Slow Burn (1986) - George
- Runaway Train (1985) - Jonah
- The Long Riders (1980) - Bill Chadwell
- Straight Time (1978) - Mickey

## 소설
- No Beast So Fierce (1973) (영화 Straight Time, 1978)
- The Animal Factory (1977) (영화 Animal Factory, 2000)
- Little Boy Blue (1981)
- Dog Eat Dog (1995)
- Mr. Blue: Memoirs of a Renegade (1999)
- Education of a Felon (2000)
- Stark (2006)